# Eumecocera callosicollis
Eumecocera callosicollis är en skalbaggsart som beskrevs av Stefan von Breuning 1943. Eumecocera callosicollis ingår i släktet Eumecocera och familjen långhorningar. Inga underarter finns listade i Catalogue of Life.